# ネペンテシン
ネペンテシン(Nepenthesin)は、植物起源のアスパラギン酸プロテアーゼであり、これまでウツボカズラ属(Nepenthes)の分泌物とイシモチソウの葉から同定されている。（英語では、nepenthacinやnepenthasinと綴ることもある。）
ペプシンと類似であるが、ネペンテシンはアスパラギン酸残基の両側とLys┼Argも切断できる点が異なる。ブタのペプシンAと比べてpHや温度に対してより安定しているが、尿素やグアニジン塩酸塩中ではかなり不安定である。このようなプロファイルの安定性を持つ唯一の既知のタンパク質である。
「ネペンテシン」という名前は、1968年にナカヤマシゲルとアマガセシズコが命名した。他に、Nepenthes acid proteinaseやNepenthes aspartic proteinaseとも呼ばれる。ネペンテシンIとネペンテシンIIの2つのアイソザイムが同定されている。2014年には、大腸菌の異種発現によるネペンテシンIの大量発現が報告されている。
食虫植物の類似のアスパラギン酸エンドペプチダーゼとして、フクロユキノシタ属(Cephalotus)、ハエトリグサ属(Dionaea)、モウセンゴケ属(Drosera)由来のものに対しては、各々セファロツシン(cephalotusin)、ジオネアシン(dionaeasin)、ドロセラシン(droserasin)という名前が提案されている。

## 発見
19世紀末、シドニー・ハワード・バインズは、ウツボカズラの捕虫袋内の液体が酸性環境下でタンパク質を消化しうることを示した。彼は、この植物が消化酵素を作っていることを示し、これに対してネペンチン(nepenthin)という名前を提案した。1960年代末、ドイツのヨーゼフ・ヴァイグルのグループと、日本のアマガセシズコのグループは、それぞれ、ウツボカズラ属のいくつかの種由来のタンパク質分解活性成分をクロマトグラフィーを用いて精製し、pH2-3で最も活性が高くなることを発見した。アマガセとナカヤマは、その原因となるプロテアーゼを「ネペンテシン」と命名した。1998年、高橋健治のグループは、Nepenthesia distillatoriaの30リットルの液体からタンパク質を精製し、以前に記載されたものと似た活性を発見し、ネペンテシンのアミノ酸配列の一部を報告した。